# Cyanauges fuscus
Cyanauges fuscus är en tvåvingeart som först beskrevs av James 1973.  Cyanauges fuscus ingår i släktet Cyanauges och familjen vapenflugor. Inga underarter finns listade i Catalogue of Life.